# NK Sloga Koritna
NK Sloga je nogometni klub iz Koritne. 

## Povijest
Klub je osnovan 1933. godine pod nazivom Zrinski. Godine 1937. klub mijenja ime u NK Sloga, pod kojim nazivom neprestano djeluje sve do danas. Jedini prekidi u radu kluba bili su za vrijeme 2. svjetskog i Domovinskog rata. 

## Uspjesi
Najveći uspjesi kluba prije uspostavljanja samostalne države Hrvatske su nastup u kvalifikacijama za ulazak u SNZ 1973. godine, te četvrta mjesta u Međuopćinskoj ligi-Istok (Đakovo–Vinkovci–Županja) u sezonama 1986/87. i 1987/88. 

U natjecanjima u okviru HNL-a NK Sloga najveći uspjeh postiže u sezoni 2001./02. kada osvaja prvo mjesto u 2. ŽNL osječko-baranjska, NS Đakovo, no kroz dodatne kvalifikacije protiv NK Motičina Donja Motičina ne uspjeva ostvariti plasman u 1. ŽNL osječko-baranjsku. 

NK Sloga se trenutno natječe u 2. ŽNL osječko-baranjskoj, NS Đakovo. 

## Ostalo
Osim seniorske momčadi mlađe kategorije NK Sloga se trenutno ne natječu u službenim ligama Nogometnog središta Đakovo, niti Nogometnog saveza osječko-baranjske županije. 

NK Sloga, počevši od 1998. godine, svake godine organizira memorijalni turnir "Damir Pačarić", u spomen na preminulog suigrača Damira Pačarića.  

Klupska boja je ljubičasta.

## Statistika u prvenstvima od sezone 1999./2000.
| Sezona      | Rang | Liga                                | Pozicija | Utakmice | Pobjede | Neodlučeno | Porazi | Postignuti golovi | Primljeni golovi | Bodovi  |
| 1999./2000. | 5.   | 2. ŽNL Osječko-baranjska, NS Đakovo | 11.      | 26       | 8       | 7          | 11     | 56                | 68               | 30 (-1) |
| 2000./01.   | 5.   | 2. ŽNL Osječko-baranjska, NS Đakovo | 11.      | 26       | 8       | 7          | 11     | 51                | 57               | 31      |
| 2001./02.   | 5.   | 2. ŽNL Osječko-baranjska, NS Đakovo | 1.       | 26       | 16      | 4          | 6      | 53                | 30               | 52      |
| 2002./03.   | 5.   | 2. ŽNL Osječko-baranjska, NS Đakovo | 10.      | 26       | 8       | 7          | 11     | 50                | 63               | 31      |
| 2003./04.   | 5.   | 2. ŽNL Osječko-baranjska, NS Đakovo | 13.      | 22       | 5       | 2          | 15     | 36                | 54               | 17      |
| 2004./05.   | 5.   | 2. ŽNL Osječko-baranjska, NS Đakovo | 12.      | 26       | 7       | 4          | 15     | 43                | 65               | 25      |
| 2005./06.   | 5.   | 2. ŽNL Osječko-baranjska, NS Đakovo | 11.      | 30       | 11      | 2          | 17     | 46                | 73               | 35      |
| 2006./07.   | 6.   | 2. ŽNL Osječko-baranjska, NS Đakovo | 15.      | 30       | 5       | 8          | 17     | 46                | 90               | 23      |
| 2007./08.   | 6.   | 2. ŽNL Osječko-baranjska, NS Đakovo | 11.      | 30       | 11      | 5          | 14     | 45                | 55               | 38      |